# Pemba Lopez
Pemba Lopez – kongijska piłkarka ręczna, reprezentantka kraju. Olimpijka.
Występowała na pozycji bramkarki. Reprezentowała Kongo na Letnich Igrzyskach Olimpijskich 1980. Wystąpiła we wszystkich spotkaniach, jakie rozegrała drużyna z Konga na tych zawodach. Były to mecze przeciwko reprezentacjom: ZSRR (11-30), Węgier (10-39), NRD (6-28),  Czechosłowacji (10-23) i Jugosławii (9-39). Jej drużyna zajęła ostatnie szóste miejsce w zawodach.